# Liphistius tung
Espèce
Liphistius tung est une espèce d'araignées mésothèles de la famille des Liphistiidae.

## Distribution
Cette espèce est endémique de l'État shan en Birmanie,. Elle se rencontre vers Kengtung.

## Description
Le mâle holotype mesure 16,35 mm et la femelle paratype 19,48 mm.

## Systématique et taxinomie
Cette espèce a été décrite par Schwendinger en 2022.

## Étymologie
Cette espèce est nommée en l'honneur de Tungkalasi.

## Publication originale
- Schwendinger, Huber, Lehmann-Graber, Ono, Aung & Hongpadharakiree, 2022 : « A taxonomic revision of the Liphistius birmanicus-group (Araneae: Liphistiidae) with the description of five new species. » Revue Suisse de Zoologie, vol. 129, no 2, p. 375-424.